# Dutch Open 1963

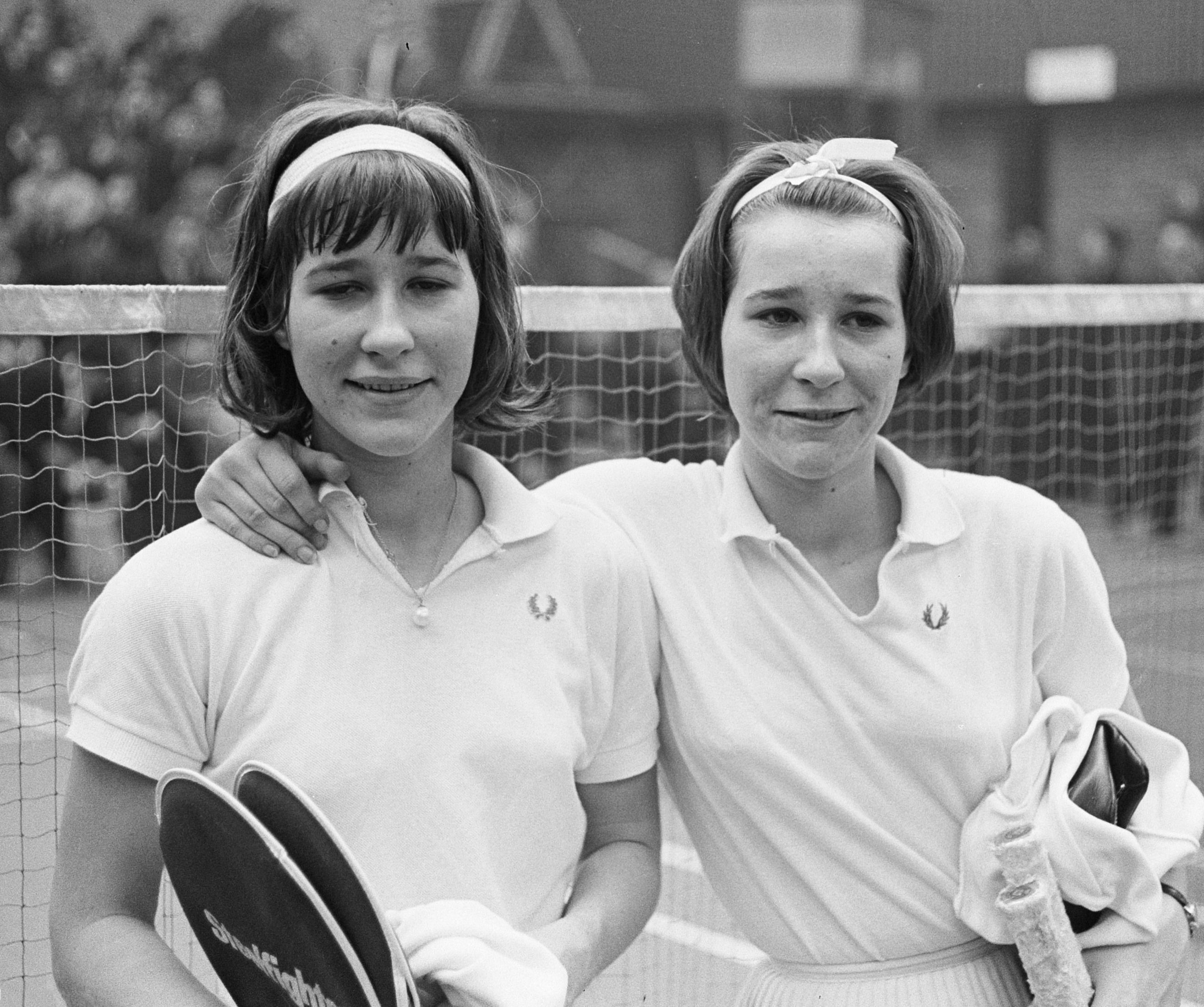
Bente Flindt (links) und Anne Flindt

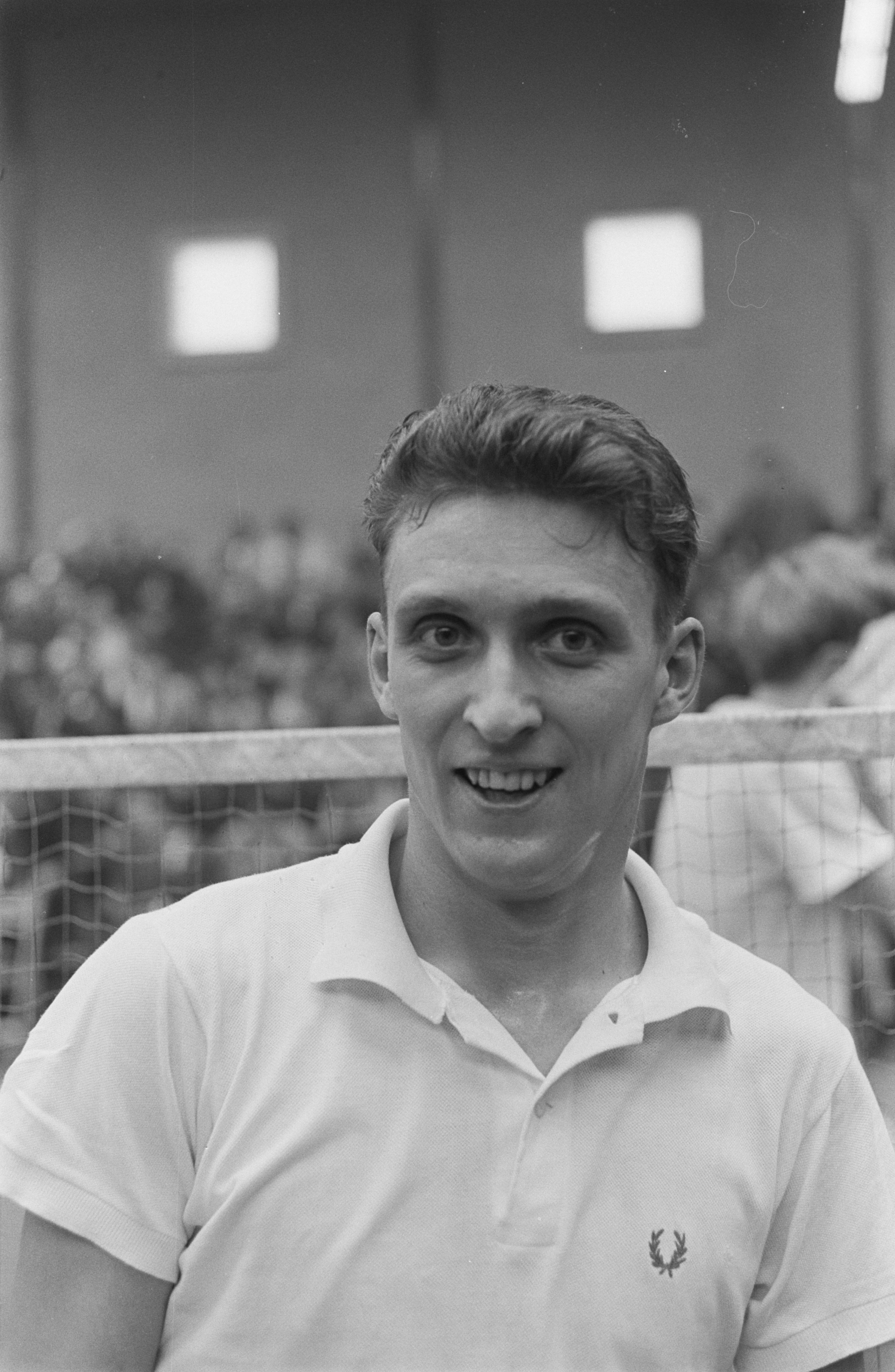
Henning Borch

Die Dutch Open 1963 im Badminton fanden am 9. und 10. Februar 1963 in der Duinwijckhal in Haarlem statt.

## Finalergebnisse
| Disziplin    | Sieger                           | Finalist                 | Ergebnis            |
| ------------ | -------------------------------- | ------------------------ | ------------------- |
| Herreneinzel | Henning Borch                    | Hans Henrik Svendsen     | 15-9, 15-4          |
| Dameneinzel  | Bente Flindt                     | Anne Flindt              | 11-1, 11-6          |
| Herrendoppel | Henning Borch Jørgen Mortensen   | Hugh Findlay Tony Jordan | 11-15, 17-15, 15-9  |
| Damendoppel  | Bente Flindt Anne Flindt         | Kirsten Dahl Anette Rye  | 15-4, 15-6          |
| Mixed        | Hans Henrik Svendsen Anne Flindt | Tony Jordan J. Cerff     | 11-15, 15-11, 15-11 |